# マカバイ記
『マカバイ記』は、ヘレニズム時代のユダヤの歴史を描いた歴史書の一つである。この書は、その扱われ方において教派による差異が見られる点を特徴とする。
ユダヤ教とプロテスタントにおいては、『マカバイ記』は外典として扱われる。一方、カトリック教会では、『マカバイ記』1と2が正典（第二正典）に位置づけられている。さらに、正教会においては、『マカバイ記』1、2に加えて3も正典として認められている。

## 概要

### マカバイ記1
マカバイ記1は、アレクサンドロス3世の東征からハスモン朝による支配が確立されるまでの期間の歴史を、マカバイ戦争を中心に記述したものである。この記述の中で、異邦人によって汚されたエルサレム神殿が再浄化された出来事が、ハヌカ祭の起源であると説明されている。

### マカバイ記2
マカバイ記2は、エジプトのユダヤ人に対してハヌカ祭を祝うように勧める書簡から始まる。その内容は、ユダヤ人に対する迫害と、それに対抗する宗教的な熱意、そしてユダ・マカバイの活躍を中心に展開する。

### マカバイ記3
マカバイ記3は、内容的にマカバイ戦争とは直接的な関連を持たない。プトレマイオス朝エジプトを舞台とし、エルサレム神殿への立ち入りを拒否されたことに憤慨した王が、アレクサンドリアのユダヤ人を集めて虐殺しようとする事件が描かれる。しかし、神の力によってユダヤ人たちは救われるという物語である。

### マカバイ記4
マカバイ記4は、歴史書というよりもむしろ思想書としての性質を持つ。その内容は、理性と感情の問題が哲学的に考察されるものであり、その議論の中で、マカバイ記2に登場する殉教者たちが例として引き合いに出されている。なお、かつてマカバイ記4の著者がフラウィウス・ヨセフスであるという説が存在したため、16世紀に印刷されたラテン語のヨセフス全集には、マカバイ記4が『殉教物語』という名義で収録されていたことがある。

## マカバイ記1・2の詳細な内容
- 『マカベア書 七十人訳ギリシア語聖書』秦剛平訳、青土社、2021年

マカバイ記1
- ヘレニズムと小アジア（1:1-1:9）
- マカバイ戦争の勃発（1:10-2:70）
- ユダ・マカバイの指導（3:1-9:22）
- その弟ヨナタンの指導（9:23-12:54）
- 大祭司シモン（13:1-16:24）

マカバイ記2
- エジプトのユダヤ人への書簡（1:1-2:18）
- 序文（2:19-2:32）
- ヘリオドロスの神殿冒涜のたくらみ（3:1-3:40）
- 迫害（4:1-7:42）
- ユダの勝利と神殿の清め（8:1-10:8）
- 新たなる迫害(10:9-15:36)
- 結び(15:37-15:39)